# Karabiner 98k
Karabiner 98 kurz (tyska: "karbin 98 kort"), ofta förkortat Kar 98k eller K98k är ett tyskt repetergevär med 7,92 mm kaliber tillverkat av bland annat Mauser. Vapnet var den tyska infanteristens standardbeväpning under andra världskriget. Geväret hade god precision upp till 500 meter varför vapnet även försågs med kikarsikte och användes av prickskyttar. Karabiner 98k är baserad på det tidigare standardgeväret Karabiner 98b (vilket trots namnet inte var kort utan i samma längd som det ännu tidigare Gewehr 98, men hade döpts till "karbin" för att kringgå de begränsningar som gällde för Tyskland enligt Versaillefördraget, och bland annat bara tillät karbiner och inte gevär), som främst skiljer sig från Karabiner 98k genom att det är längre.
På repetergevär måste skytten själv göra en mekanismrörelse inför varje avlossat skott, och eldhastigheten blir således beroende av skyttens färdigheter i detta. Trots att Tysklands fiender utvecklade  automatgevär med högre eldhastighet som standardbeväpning för sitt infanteri, till exempel den amerikanska M1 Garand, förblev den relativt omoderna Kar98k standardbeväpning för den tyske infanteristen under andra världskriget. Tyskarnas fokus på kulsprutor i strid (MG 34 och MG 42) kan ha bidragit till att man valde att behålla Karabiner 98k.     
Vapnet har ett internt magasin som rymmer fem patroner vilket kan laddas med enskilda patroner eller med en laddram.
Under senare hälften av kriget ersatte modernare automatvapen som MP 40, Gewehr 43 och StG-44 delvis, men långtifrån helt, Karabiner 98k.

## Karabiner 98k i Sverige
Sverige köpte 1939 in 5000 Karabiner 98k i den tyska kalibern 8 × 57 IS (i Sverige betecknad 8 mm patron m/39) med tanken att de skulle fungera som lätta pansarvärnsgevär under den svenska beteckningen 8 mm gevär m/39, men det visade sig snabbt att genomslagsförmågan var otillräcklig. 
8 mm gevär m/39 modifierades då till att vara kamrad för den mycket kraftigare svenska patronen 8 × 63 mm patron m/32 som användes i de långskjutande svenska kulsprutorna.  Dessa vapen betecknades 8 mm gevär m/40 och ersatte alla 8 mm gevär m/39 i svenska armén.
Modifikationen till den nya kraftigare patronen krävde bland annat att patronläget förlängdes och vapnet fick efter en kort tid även en kraftig mynningsbroms på grund av den osedvanligt kraftiga rekylen som enligt rapporter bröt flera soldaters nyckelben innan mynningsbroms introducerades. Dessa fungerade dock dåligt och tvingade dessutom skytten att skydda öronen vid eldgivning på grund av den skarpare knallen som skapades av mynningsbromsen. Öronskydd var mycket ovanligt vid den här tiden. Den större patronstorleken gjorde det även problematiskt att ladda magasinet med 5 patroner som de ursprungligen var avsedda för, varav soldater råddes att bara ladda 4 patroner.
Trots denna kraftigare patronen var 8 mm gevär m/40 helt föråldrad som pansarvärnsgevär då de pansarprojektiler som fanns tillgängliga (8 mm pansarprojektil m/39 (stålkärna) och 8 mm pansarprojektil m/40 (volframkärna)) hade för låg genomslagsförmåga mot pansar.
Vapnen avfördes efter krigsslutet och såldes senare till utlandet.

## Karabiner 98k i andra länder
Efter andra världskriget har Karabiner 98k använts bland annat av Israel samt under inbördeskriget på Balkan under 1990-talet och av många länder i tredje världen. Den moderna tyska försvarsmakten Bundeswehr använder fortfarande Karabiner 98k för militärparader och ceremonier.

## Krig
- Spanska inbördeskriget
- Andra världskriget
- Andra kinesisk-japanska kriget
- 1948 års arabisk-israeliska krig
- Koreakriget
- Indokinakriget
- Kinesiska inbördeskriget
- Suezkrisen
- Portugisiska kolonialkriget
- Algerietrevolten
- Grekiska inbördeskriget
- Vietnamkriget[8]
- Sexdagarskriget
- Oktoberkriget
- Iran-Irak kriget
- Jugoslaviska krigen,[8]
- Rumänska revolutionen
- Irakkriget

## Galleri

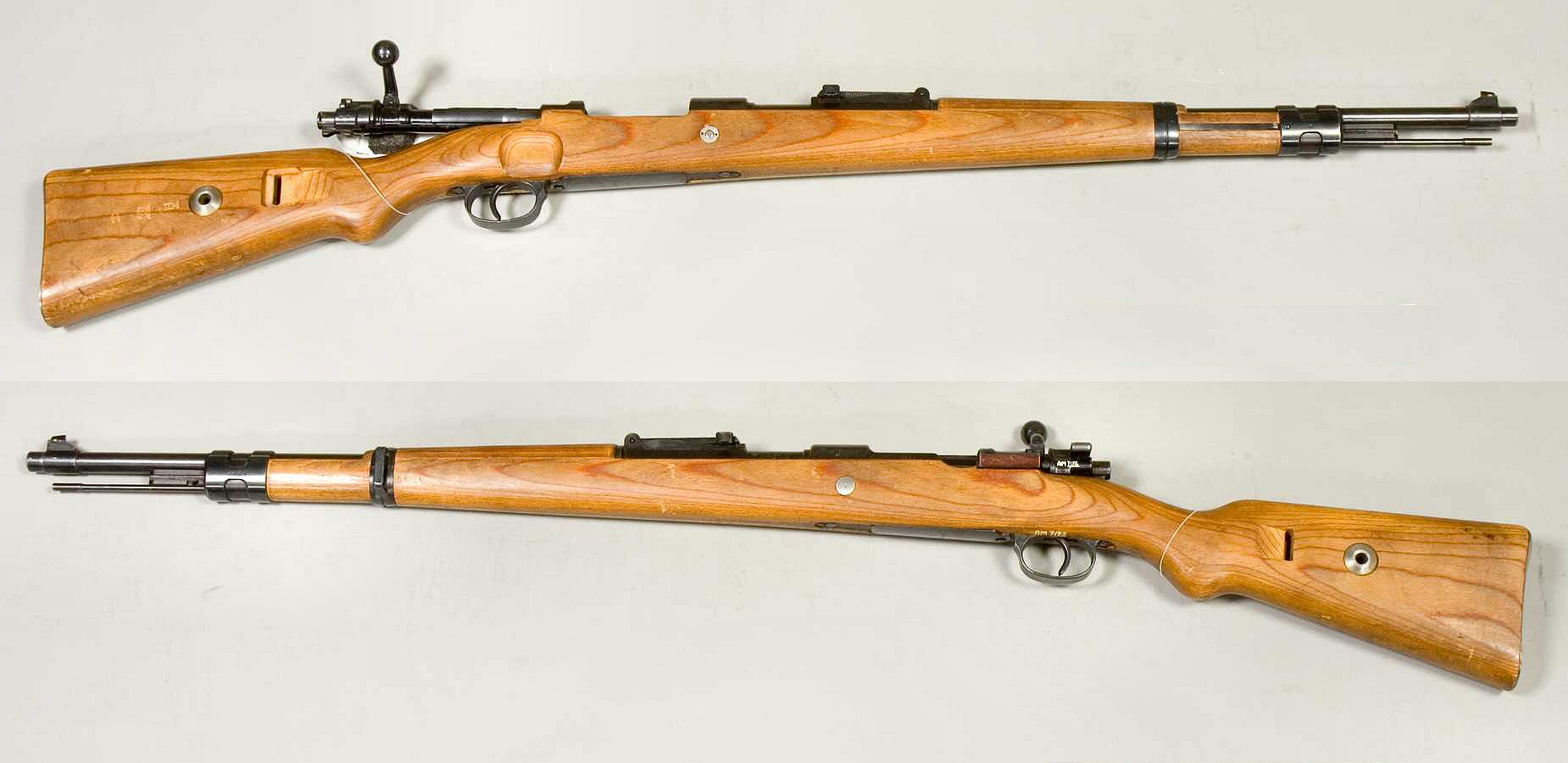
Svenskt gevär m/1939, kaliber 7,92x57mm (8x57mmIS). Armémuseum, Stockholm.
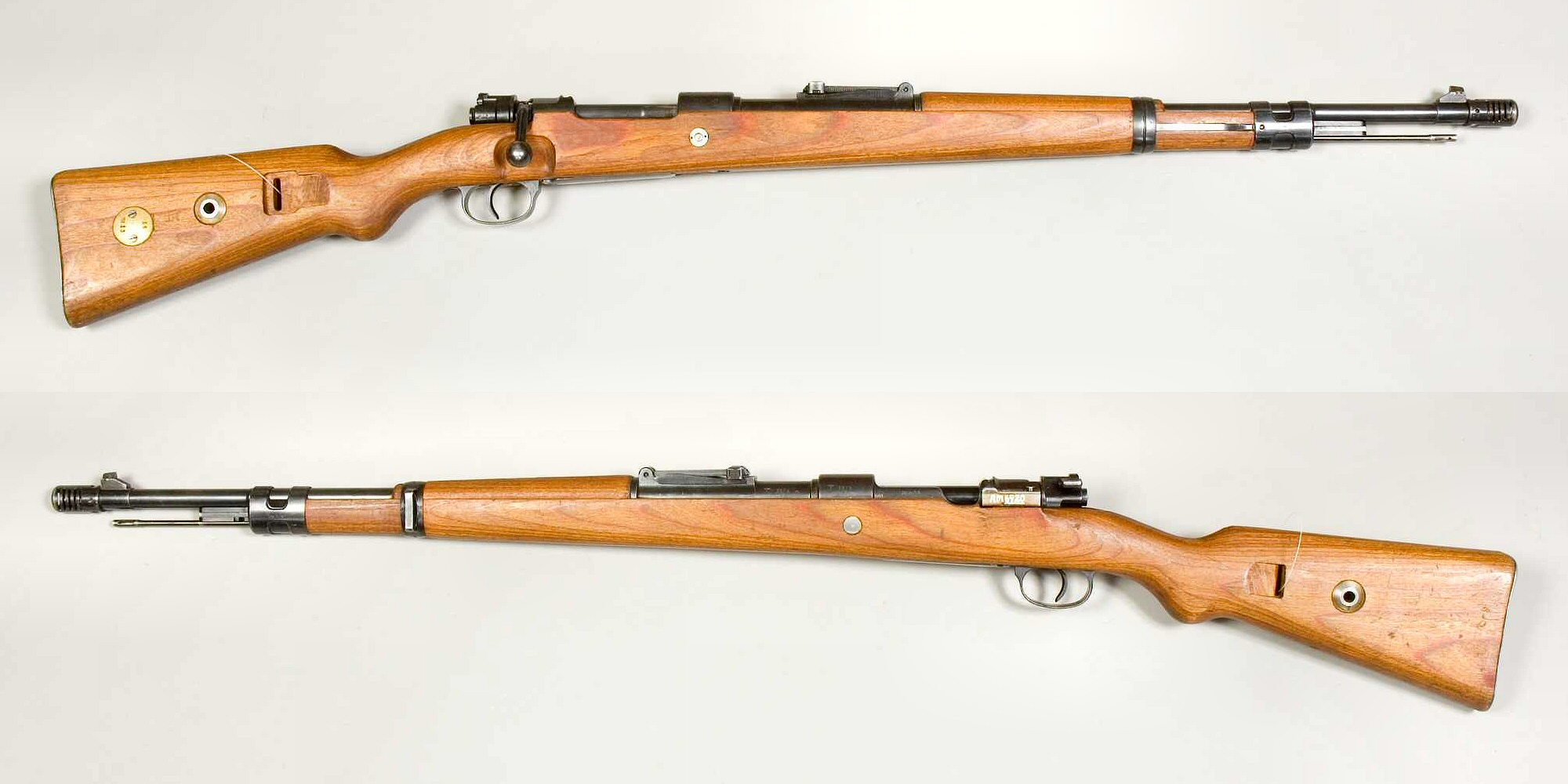
Svenskt gevär m/1940, kaliber 8x63mm. Notera mynningsbromsen. Armémuseum, Stockholm.
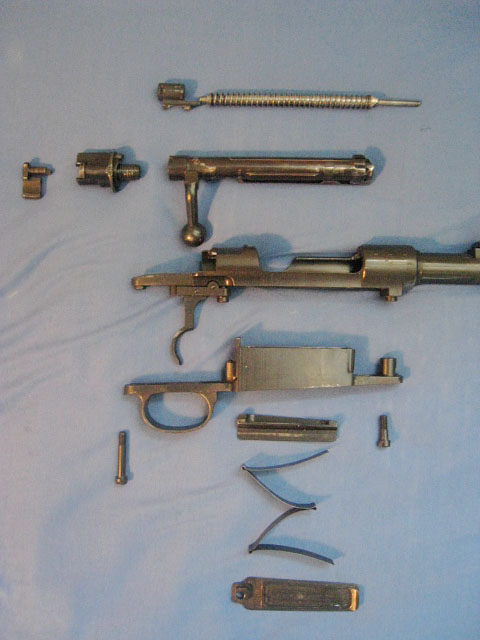
Mekanism och magasin ur en Karbiner 98k.